# Li Dongheng
Li Dongheng (chinês: 李东恒, pinyin: Lǐdōnghéng), também conhecido como James Li, é um ator chinês nascido em Chengdu, Sichuan, em 04 de novembro de 1982.  Ganhou reconhecimento internacional por seu papel como Lian Song nas séries de xianxia Amor Eterno e Três Vidas, Três Mundos: O Livro de Cabeceira.

## Filmografia

### Seriados de Televisão
| Ano  | Título | Papel         | Nota         |
| ---- | --- | ------------- | ------------ |
| 2012 | 活佛济公 (pinyin: Huófó jìgōng, lit. ‘Buda Vivo Ji Gong’) The Legend of Crazy Monk (A Lenda do Monge Louco) | Du Xian       | 3ª Temporada |
| 2017 | Amor Eterno                                                                                                 | Lian Song     | Coadjuvante  |
| 2018 | A Filha do Fogo (烈火如歌)                                                                                  | Zhongli Wulei | [ 8 ]        |
| 2020 | Três Vidas, Três Mundos: O Livro de Cabeceira                                                               | Lian Song     | Coadjuvante  |
| 2020 | The Confidence / In the Palm of My Hand (阳光之下)                                                          | Yang Yu Ze    | Coadjuvante  |
| 2021 | 谢谢你医生 (pinyin: Xièxiè nǐ yīshēng, lit. ‘Obrigado, Doutor’))                                            | Xu Yi Ran     | Coadjuvante  |

### Cinema
| Ano  | Título                                                                                                   | Papel           | Nota        |
| ---- | --- | --------------- | ----------- |
| 2008 | 十大奇冤 (pinyin: hí dà qí yuān, lit. ‘Dez estranhas injustiças’)                                        | Príncipe Alahan | Coadjuvante |
| 2012 | 薛平贵与王宝钏 (pinyin: Xuēpíngguì yǔ wángbǎochuàn, lit. ‘Xue Pinggui e Wang Baochuan’) Love Amongst War | Liu Yi          | Coadjuvante |